# Provincia marítima de Avilés
La provincia marítima de Avilés es una de las treinta provincias marítimas en que se divide el litoral español. Comprende desde el meridiano de la ría de Ribadeo hasta el cabo de Peñas. Limita al oeste con la provincia marítima de Lugo y al este con la provincia marítima de Gijón.
Históricamente toda la costa de Asturias, pertenecía a la provincia marítima de Gijón, pero el 18 de mayo de 2007, por Real Decreto 638/2007, se creó esta provincia quedando Asturias dividida en dos. Gijón se hace cargo de los distritos marítimos de Llanes, Ribadesella, Lastres, Gijón y Luanco, mientras que la de Avilés comprende de este a oeste los siguientes distritos marítimos:
- Avilés: desde cabo de Peñas hasta punta del Cogollo.
Cabo Peñas Lat. 43º 39’.5 N Long. 005º 51’.0 W
Punta del Cogollo. Lat. 43º 35’.0 N Long. 006º 02’.2 W.
- San Esteban de Pravia: desde punta del Cogollo hasta punta de la Vallota.
Punta del Cogollo Lat. 43º 35’.0 N Long. 006º 02’.2 W
Punta de la Vallota Lat. 43º 33’.3 N Long. 006º 20’.7 W Avilés.
- Luarca: desde la punta de la Vallota hasta la ría de Ribadeo (límite provincial).
Punta de la Vallota Lat. 43º 33’.3 N Long. 006º 20’.7 W
Ría de Ribadeo Lat. 43º 28’.8 N Long. 007º 02’.9 W.

Por tanto, se extiende en su conjunto desde el meridiano del cabo de Peñas, de longitud 005º 51’.0 W, hasta el meridiano de la ría de Ribadeo, de longitud 007º 02’.9 W.